# マンソン裂頭条虫
マンソン裂頭条虫（マンソンれっとうじょうちゅう、学名：Spirometra mansoni）は、裂頭条虫目裂頭条虫科に属する条虫の1種。成虫はネコやイヌなど、食肉目の動物の小腸に寄生している。ヒトでは成虫に発育することは稀で、幼虫（マンソン孤虫と呼ぶ）が皮下や臓器に寄生してマンソン孤虫症を引き起こす。

## 形態
成虫の体長は1-2m、体幅約1cm。ストロビラは1000個以上でありその前方は未熟片節、後方は成熟片節からなる。
虫卵は長径50-70μm、短径30-45μmの褐色、左右非対称のラグビーボール状であり、一端に小蓋を有し、1個の卵細胞と多数の卵黄細胞を含有する。

## 生活環
第一中間宿主はケンミジンコ、第二中間宿主はカエル、ヘビ、亀、ライギョ(けつ魚、貴魚)、ドジョウ、スッポンなどの中間宿主を餌とする動物であり、ヘビは待機宿主にもなり得る。終宿主はネコ、イヌ、タヌキ、キツネなど。
終宿主の小腸に寄生する成虫が産んだ虫卵は、糞便とともに外界に排出され、水中で孵化してコラシジウムに発育する。コラシジウムは第一中間宿主に捕食され、その体腔でプロセルコイド（前擬尾虫）へと発育する。プロセルコイドは第一中間宿主とともに第二中間宿主に捕食され、その体内でプレロセルコイド（擬尾虫）へと発育して皮下や筋肉に移行する。プレロセルコイドは第二中間宿主とともに終宿主に捕食され、その小腸で成虫へと発育する。プレパテント・ピリオドは7-10日。その一方で、第二中間宿主をヘビが捕食するとその皮下や筋肉で発育を行わずに寄生する。ヘビ以外にも、ヒトを含めた様々な動物の皮下、腹腔、筋肉内に寄生することがある。

## 分布
アジアを中心に、オセアニア、アフリカ東海岸、ヨーロッパ東部に分布している。日本国内では猫での発生が多く、地域によっては30-45%と高い感染率を示すが、犬ではほとんどの地域で数%程度である。中間宿主の減少により都市部では近年ほとんど感染例がなく、地方都市や郊外での発生が多い。国内におけるヒトのマンソン孤虫感染は約470例報告がある。

## 分類
ながらく扁形動物門条虫綱擬葉目裂頭条虫科に分類されてきたが、21世紀に入り擬葉目が分割されたため裂頭条虫目裂頭条虫科の所属となった。

### 近縁種
- アジア裂頭条虫 Spirometra asiana Yamasaki, Sugiyama et Morishima, 2023[8]
マンソン裂頭条虫よりやや大型であり、特にプレロセルコイドは顕著に大きい。非常に近縁で分布も重なっている。

## 歴史
1882年にパトリック・マンソンがアモイで人間の死体から孤虫を発見し、1916年に山田司郎が人体に寄生していた孤虫を犬に与えて成長させ、成虫が裂頭条虫であると突き止めた。成虫が判明しているが、人体に寄生する症状が慣習的にマンソン孤虫症と呼ばれる。

## 幼虫移行症

### ヒトへの感染様式
1. プレロセルコイドを有するスッポン[5]、カエル、ヘビ、ニワトリ等の生食[10]
2. プロセルコイド寄生ケンミジンコの混入した飲料水の摂取[10]
3. 稀には民間療法としてのカエル肉、ニワトリ肉などの外用貼付[10]

### 症状
病原性はあまり高くないが、頭節の固着により小腸壁が損傷し、軽度の貧血を起こすことが報告されている。猫の重症例では下痢、栄養障害、削痩、幼若動物の場合発育不全などがみられることがある。ヒトのマンソン孤虫感染では、皮下に寄生することが多く、その部分に無痛性（痒くなることがある）の腫瘤（こぶ）を形成する。虫体の移動に伴い、腫瘤も移動する（移動性腫瘤又は虫性移動腫瘤）。犬、猫は毛皮があるため、このような腫瘤がどれくらい発生しているのかは不明である。又、腫瘤が眼球に移動すると、失明する危険がある。腫瘤は、様々な所へ移動できるので、脳、肝臓、心臓、肺に移動して死亡することがある。

### 診断
血清のmultiple-dot ELISA法、或いは組織のPCR法にて診断する。

### 治療と予防
小腸に寄生している成虫に対してはプラジカンテルなどの駆虫薬を用いる。組織内に寄生したプレロセルコイドに有効な駆虫薬はないため、外科的に摘出することが有効である。予防としては、待機宿主、中間宿主となる動物を生食しないことであり、猫の排泄物等を素手で触らず、猫との積極的な接触は避ける。生水は飲まないか、煮沸、殺菌（次亜塩素酸ナトリウムでの殺菌では中毒の危険のため、濃度は最大で0.01%が限界である。）してから飲むことが望ましい。しかし放し飼いの猫の場合、完全に予防することは難しいと考えられる。